# Бухгольц, Николай Николаевич
Никола́й Никола́евич Бухго́льц (10 [22] июля 1881, Рязань — 14 декабря 1943, Москва) — русский советский учёный-механик, специалист по теоретической механике, автор учебника «Основной курс теоретической механики», доктор физико-математических наук (1934), генерал-майор инженерно-авиационной службы (1943); лауреат Сталинской премии второй степени (1943).

## Биография
Родился 10 (22) июля 1881 года в Рязани. Происходил из обрусевших немцев.
Получив среднее образование в Рязанской гимназии, поступил на физико-математический факультет Московского университета, который окончил в 1902 году.
Научную и преподавательскую деятельность начал под руководством Н. Е. Жуковского, по рекомендации которого Бухгольцу была предоставлена должность заведующего кабинетом механических моделей приборов. В 1920-х годах, уже профессором, он впервые стал читать механику, используя векторное исчисление. В 1920 году он стал также преподавать в Институте инженеров Красного воздушного флота; в 1928 году возглавил кафедру теоретической механики и мехатроники в Московском институте народного хозяйства (МИНХ), на базе электропромышленного факультета которого был вскоре создан самостоятельный отраслевой институт, при объединении которого с Высшим энергетическим училищем в 1930 году был создан Московский энергетический институт, где до 1933 года Бухгольц заведовал кафедрой теоретической механики; с 1931 года — профессор.
В 1933—1938 гг. — заведующий кафедрой теории упругости МГУ. Одновременно, с 1933 года он был начальником кафедры воздушно-технического факультета Военно-воздушной академии РККА имени профессора Н. Е. Жуковского. В 1934 году стал консультантом в ГИРД; тогда же стал доктором физико-математических наук.
В период 1938—1943 годов занимал должность заведующего кафедрой теоретической механики МГУ (пока заведующий этой кафедрой профессор А. И. Некрасов находился в заключении, будучи репрессированным по делу А. Н. Туполева).
До начала 1920-х годов он принимал активное участие в собраниях православного кружка А. Ф. Лосева и Д. Ф. Егорова; его подпись стоит под особой декларацией имяславцев, составленной кружком и названной «Символом веры». Проживал он в Москве в Плотниковом переулке (д. 20); был прихожанином и алтарником храма Св. Николая в Плотниках.

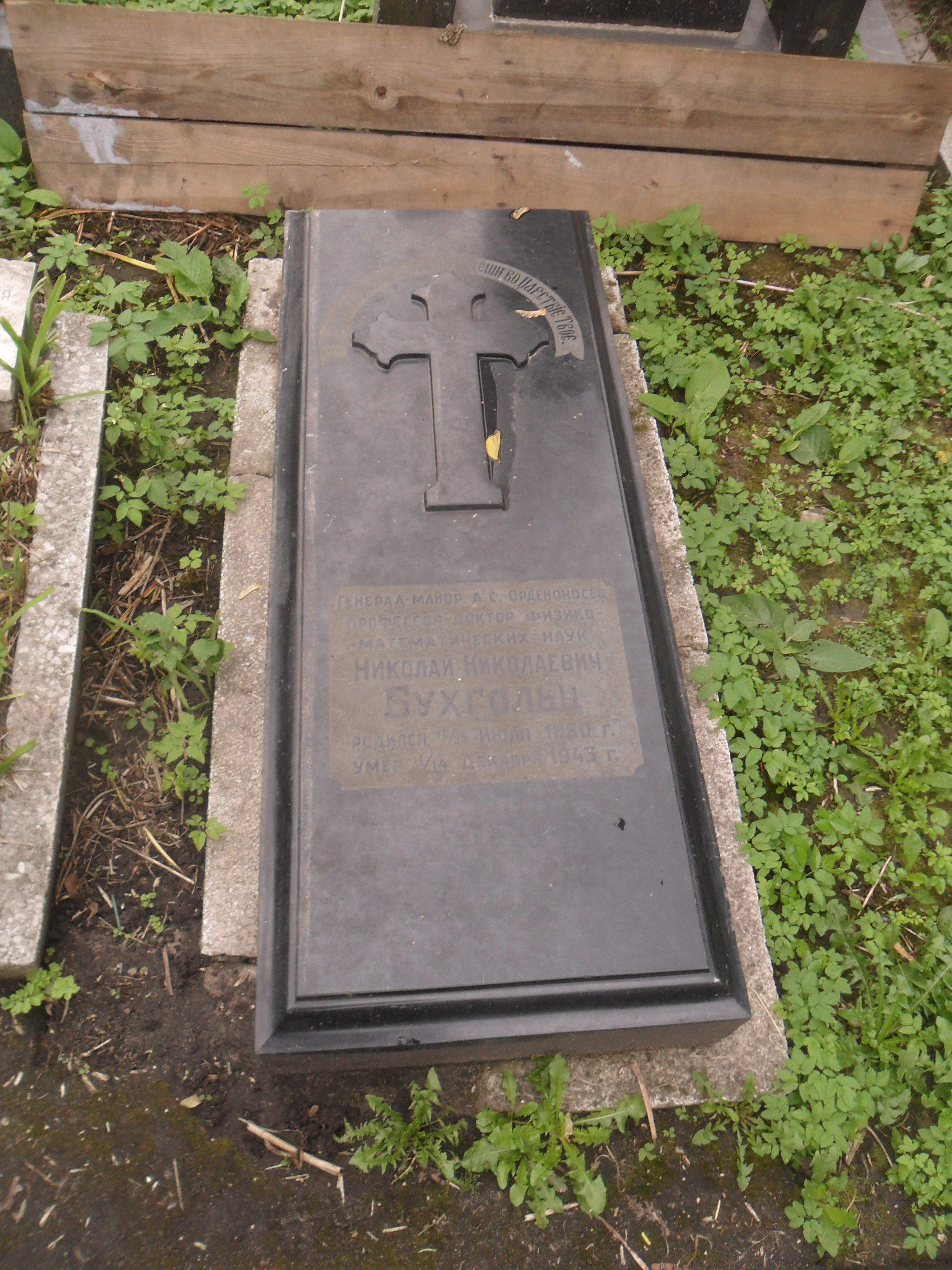
Могила Н. Н. Бухгольца на Новодевичьем кладбище Москвы

Умер 14 декабря 1943 года. Похоронен на Новодевичьем кладбище в Москве.

## Награды и премии
- Орден Ленина (26 мая 1936)[11]
- Орден Трудового Красного Знамени (1940)[12]
- Орден «Знак Почёта» (1940)[13]
- Сталинская премия II степени (22 марта 1943) — за многолетние выдающиеся работы в области науки и техники[14]; в тексте постановления он назван генерал-майором инженерно-авиационной службы и как профессор МГУ им. М. В. Ломоносова и Военно-воздушной академии им. Н. Е. Жуковского; практически до конца своей жизни продолжал работать в этих учебных заведениях.